# Zahorany (rejon dokszycki)
Zahorany – dawna wieś i majątek. Tereny, na których były położone, leżą obecnie na Białorusi, w obwodzie witebskim, w rejonie dokszyckim, w sielsowiecie Dokszyce.

## Historia
W czasach zaborów wieś i folwark w granicach Imperium Rosyjskiego.
W dwudziestoleciu międzywojennym wieś i majątek leżały w Polsce, w województwie wileńskim, w powiecie dziśnieńskim, do 11 kwietnia 1929 w gminie Dokszyce, następnie w gminie Hołubicze.
Powszechny Spis Ludności z 1921 roku podał łącznie dane dotyczące miejscowości. Zamieszkiwały tu 122 osoby, 1 była wyznania rzymskokatolickiego, a 121 prawosławnego. Jednocześnie wszyscy mieszkańcy zadeklarowali białoruską przynależność narodową. Było tu 26 budynków mieszkalnych. Zgodnie z Wykazem miejscowości, w 1931 wieś w 25 domach zamieszkiwało 140 osób. Majątek liczył 2 budynki mieszkalne, w których zamieszkiwało 17 osób.
Miejscowość należała do parafii rzymskokatolickiej i prawosławnej w Dokszycach. Podlegała pod Sąd Grodzki w Dokszycach i Okręgowy w Wilnie; właściwy urząd pocztowy mieścił się w Dokszycach.
Po miejscowościach pozostał położony w ich sąsiedztwie cmentarz.